# 優秀船舶建造助成施設

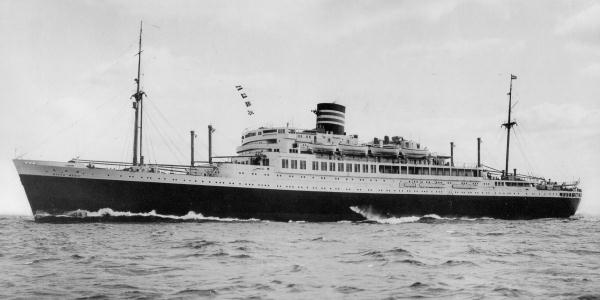
優秀船舶建造助成施設を利用して建造された貨客船「新田丸」。後に改装されて航空母艦「冲鷹」となる。

優秀船舶建造助成施設（ゆうしゅうせんぱくけんぞうじょせいしせつ）は、日本政府が1937年（昭和12年）から実施した高性能商船の建造費用について補助金を交付する造船振興政策である。国際情勢の悪化に対応し、有事の徴用に適した高性能商船の増強を図る軍事目的が重視された。助成対象船は予定通り太平洋戦争において特設艦船などとして戦力化された。
本項目では、1938年（昭和13年）に派生的に実施された大型優秀船建造助成施設についても述べる。

## 成立の経緯
昭和恐慌の対策として1932年（昭和7年）から1936年（昭和11年）まで実施されたスクラップアンドビルド方式の造船振興政策である船舶改善助成施設は、造船需要の喚起と余剰船腹の圧縮、旧式商船更新に大きな成果を挙げた。昭和恐慌からの脱却後も、海運・造船業界からは船舶改善助成施設を継続するよう要望があった。
日本を取り巻く国際情勢の悪化により、軍部からも有事に備えた商船の質的・量的増強が要求されていた。特に日本海軍は、ワシントン海軍軍縮条約が1936年末に失効したのを踏まえて艦隊の拡張を進めており、航空母艦や特設巡洋艦候補となる大型貨客船や、補給艦候補となる石油タンカーの整備を求めていた。
国際的に見ても、欧米各国で大規模な自国商船隊保護政策が施行され始まっていた。イギリス、フランス、アメリカ合衆国、イタリアで、造船資金の補助や融資、遠洋航路に対する運航経費の補助などが実施されている。
以上のような状況を受け、逓信省は、余剰船腹問題は解決済みであること、有事に向けた量的な増強が必要であることを考慮し、旧式船解体を条件としない国防重視の新船建造助成実施を計画した。新たな助成案である優秀船舶建造助成施設は、運航経費を補助する遠洋航海助成施設、建造費用等の融資を行う船舶金融施設、船員養成・船舶試験の拡充と並んで海運国策と称された。海運国策予算案は広田内閣により1936年末に帝国議会へ提出され、次の林内閣下で1937年3月に成立した。具体的な実施要項は、1937年4月1日の逓信省告示により発表されている（昭和12年逓信省告示第826号）。

## 内容

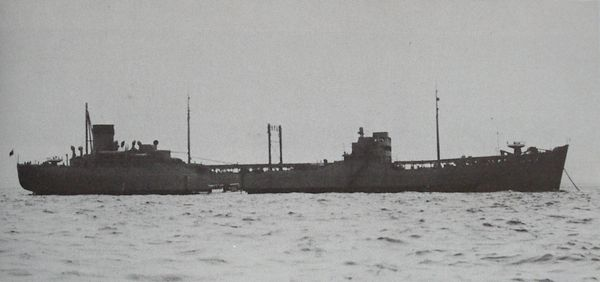
優秀船舶建造助成施設を利用して建造されたタンカー「神国丸」。

従来の船舶改善助成施設では助成対象が原則として貨物船であったのに対し、優秀船舶建造助成施設では第1種（貨客船）と第2種（貨物船・タンカー）が設定されて対象船種が拡大された。建造目標は第1種・第2種各15万総トンである。予算額は、第1種船4469万円余（昭和29年度までの元利補給方式で交付）、第2種船600万円である。
基本的な補助金交付要件は次のとおりであった。
- 第1種・第2種とも6000総トン以上・速力19ノット以上であること。
- 船籍は内地・朝鮮・台湾・関東州のいずれか。
- 内地の造船所で建造し、資材・機関・艤装品は原則として国産品を使用すること。
- 設計に際して船体とスクリューの模型による水槽試験を実施すること。
- 外国人船員の乗務をしないこと。
- 助成額は第1種船は速力に応じて算定、第2種船は1総トン当たり40円。

船舶改善助成施設の要件（4000総トン以上・13.5ノット以上）に比べるとさらに大型化・高速化が進んでおり、商船としての経済性を損ねていた。細部の設計にも軍用時を想定した要求が多数盛り込まれている。例えば改装空母予定船の新田丸級貨客船では、航空機用エレベーターや燃料タンクの設置位置まであらかじめ準備された。貨物船は軍隊輸送船としての徴用を想定して兵員居住区となる船倉にも多数の舷窓を設け、自衛用火砲や上陸用舟艇などの搭載も考慮されていた。タンカーは川崎型油槽船か同等船で占められ、洋上給油設備があらかじめ装備された。
船主の割り当ては、第1種船は日本郵船が7隻と大阪商船が5隻で、第2種船は1隻ずつ異なった船主とされた。このような高性能船の建造が可能な造船所は限られており、三菱重工業・川崎重工業・玉造船所（三井造船）の一部大手造船所に集中して受注される結果となった。
第1種船12隻・第2種船16隻が計画されたが、日米関係の一段の悪化による計画造船への移行で第1種船・第2種船とも1隻が中止となり、竣工したのは第1種船11隻・第2種船15隻（貨物船7隻・タンカー8隻）であった。うち「春日丸」は竣工前に海軍に買収されて航空母艦として完成しているほか、「護国丸」のように特設艦船として艤装された状態で竣工した例もある。

## 大型優秀船建造助成施設
大型優秀船建造助成施設は、優秀船舶建造助成施設に続いて予算承認された造船振興政策で、一段と大型高速化した豪華客船を対象としたものである。当初は同じ1937年度予算での着手を計画し、原案では2万6千総トン以上・24ノットの客船2隻の建造費用（1隻2400万円）の8割を補助する内容であったが、予算不足のため翌1938年度開始にずれ込んだ。助成額も、建造費用の6割相当へ減額されている。
計画段階で、有事の際は3ヶ月以内に軍艦に改造するという条件が明確に定められていた。実質的には、中型空母改造候補である日本郵船サンフランシスコ航路用の橿原丸級貨客船「橿原丸」と「出雲丸」の2隻の建造を前提としたものである。1940年（昭和15年）に東京で開催が予定されていた第12回オリンピック大会の外国人客誘致策の一環であった。日本郵船は、建造費の助成割合が原案から削られたうえ運航経費も採算が取れないとして建造をためらったが、政府による損失補てんの内約を受けてやむなく引き受けた。表面は政府の要請でも実質は海軍の命令であった以上、日本郵船としては躊躇しながらも拒否はできなかった。2隻とも1939年（昭和14年）に起工され、建造中の1940年10月に海軍により買収、飛鷹型航空母艦として竣工した。

## 助成船一覧
|                        | 貨客船                                                                                             | 貨物船                                                   | タンカー                                                                   |
| ---------------------- | -------------------------------------------------------------------------------------------------- | -------------------------------------------------------- | -------------------------------------------------------------------------- |
| 優秀船舶建造助成施設   | 新田丸、八幡丸、春日丸、あるぜんちな丸、ぶらじる丸、愛国丸、報国丸、護国丸、三池丸、安芸丸、阿波丸 | 佐倉丸、佐渡丸、東山丸、九州丸、淡路山丸、金華丸、宏川丸 | 厳島丸、玄洋丸、日栄丸、東栄丸、国洋丸、健洋丸、神国丸、あかつき丸、日章丸 |
| 大型優秀船建造助成施設 | 橿原丸、出雲丸                                                                                     |                                                          |                                                                            |